# Hazel Harrison
Pour les articles homonymes, voir Harrison.
Hazel Harrison, née le 12 mai 1883 à La Porte dans l'Indiana et morte le 28 avril 1969 à Washington, est une pianiste de concert afro-américaine. Elle est la première musicienne entièrement formée aux États-Unis à se produire avec un orchestre européen.

## Biographie
Hazel Harrison naît le 12 mai 1883 à La Porte dans l'Indiana. Elle passe la majeure partie de son enfance à être scolarisée à la maison; mais elle fréquente le lycée La Porte et obtient son diplôme. Enfant, elle étudie sous la direction Victor Heinze, puis fait la navette entre La Porte et Chicago pour continuer ses cours avec lui. Elle passe la majeure partie de son temps à Berlin pour donner des récitals et se produire avec le Philharmonique de Berlin. Elle retourne ensuite aux États-Unis pour ses représentations à Chicago et reçoit un parrainage pour retourner en Europe. Harrison poursuit ses études avec Hugo van Dalen (nl) pendant plusieurs années à Berlin. Van Dalan organise une audition avec Harrison avec le compositeur et pianiste italien Ferruccio Busoni; après l'avoir entendue, Busoni, qui avait précédemment refusé d'accepter plus d'étudiants, décide de superviser sa formation. Elle commence ensuite à se produire en tant que pianiste de concert en Europe et aux États-Unis, ce qui lui vaut beaucoup de reconnaissance aux États-Unis, malgré le fait qu'elle soit louangée dans la presse afro-américaine.
En 1931, Harrison accepte un poste de chef du département de piano à l’institut Tuskegee en Alabama. Ralph Ellison fait de Harrison un point de départ pour l'un de ses essais, The Little Man at Chehaw Station. 
En 1936, elle s'installe à Washington et accepte un poste d'enseignante à l'université Howard, où elle reste jusqu'à sa retraite en 1955. Tout en enseignant, Harrison continue à se produire aux États-Unis et, après sa retraite, elle accepte des postes à l'Université Alabama A &amp; M et au Jackson College.
Hazel Harrison meurt le 28 avril 1969 à Washington.